# Florian Ziółkowski
Florian Ziółkowski (Żółkowski) – generał major wojsk koronnych.
Od 1766 kształcił się w Korpusie kadetów. Od 1772 był podoficerem Gwardii Pieszej Koronnej, w 1774 kupił patent podporucznika w 13 regimencie pieszym. Kontroler finansów w Dywizji Wielkopolskiej. Uczestnik wojny polsko-rosyjskiej w 1792 roku. W czasach rządów konfederacji targowickiej uczestniczył w sprzysiężeniu przedisnurekcyjnym w Warszawie. Brał udział w insurekcji warszawskiej w 1794 roku. Awansowany do stopnia generała. Dalsze jego losy są nieznane.